# 세 글자 약어
세 글자 약어(three-letter acronym, TLA) 또는 세 글자 준말(three-letter abbreviation)은 말 그대로 세 글자로 구성된 준말이다. 이 용어는 약어들 중에서 특별한 지위를 가지며, TLA라는 용어 자체가 세 글자 약어라는 점에서 일부에게는 유머러스하게 여겨지기도 한다. 이는 자기기술어이다.
대부분의 TLA는 두문자어이다(구의 각 단어의 첫 글자). 그러나 대부분은 APA /ˌeɪpiːˈeɪ/처럼 각 글자를 발음하기 때문에 엄격한 의미에서 두문자어가 아니다. 일부는 동물처럼 발음되는 CAT(CAT 스캔에서처럼)과 같이 단어처럼 발음되는 진정한 두문자어이다.

## 예시
- 학업 시험: ACT, SAT
- 항공 항행 서비스 (ANS): AIS, ATC, ATM, ATS, CNS, FIS, MET, 그리고 SAR
- IATA 공항 코드: LAX와 LHR
- 비즈니스: CEO, CFO, 그리고 기타 C-레벨 책임자들
- 개 등록 기관: AKC와 CKC
- 화학, 생물학, 제약: GMO, LSD, 그리고 MSG
- 임상 의학: CAD, CHF, PSA, 그리고 SOB
- 통신 속기: LOL과 OMG
- 컴퓨터: CPU, DOS, RAM, ROM, 그리고 GNU
- 기업: BMW, IBM, AMD, KFC 그리고 NEC
- 국가: USA, CAR, UAE, DRC, 등
- 통화: USD, GBP, RMB, 그리고 CHF
- 유명인: SRK, FDR, JFK, MJK, MLK, OBL, RBG, RDJ, RFK, 그리고 RMS
- 파일 확장자: JPG, PDF, 그리고 XLS
- 군사 및 무기: BFR와 RPG
- 음악 그룹: R.E.M., XTC, TLC, E.L.O., MC5, GBH, O.A.R., MDC, D.R.I., JFA
- 개인 광고: 단일 흑인 남성을 위한 SBM, 단기 관계를 위한 STR
- 정당: BJP, CCP, GOP, 그리고 AAP
- 종교: LDS, SBC, 그리고 SDA
- 선박 접두어: HMS, USS, 그리고 RMS
- 스포츠 단체: NFL, MLB, (북미); AFL, 그리고 NRL (호주); NPB (일본); ACB, LFP (스페인); IPL (인도), EPL (잉글랜드), WBO
- 주 우편 약어: NSW, QLD, VIC, 그리고 TAS (호주)
- 세 글자 기관: CIA, FBI, CBI, FSB, 그리고 NSA
- 교통 위반: DUI, DWI, GTA
- 대학교: LSU, NYU, USC
- 전쟁 및 정치 분쟁: HYW와 WWI

## 역사 및 기원
정확한 문구인 세 글자 약어는 1975년 사회학 문헌에 등장했다. 세 글자 약어는 1977년부터 생물학 분야에서 기억술로 사용되었고, 1982년 웨버에 의해 그 실용적인 이점이 장려되었다. 다른 많은 분야에서 사용되지만, TLA라는 용어는 특히 컴퓨터 분야와 관련이 있다. 1980년, 신클레어 ZX81 가정용 컴퓨터 매뉴얼에서 TLA를 사용하고 설명했다. 컴퓨터 분야에서의 세 글자 약어의 특정 생성은 1982년 JPL 보고서에서 언급되었다. 1988년, "진정한 컴퓨터 과학 교육의 잔혹성에 대하여"라는 제목의 논문에서 저명한 컴퓨터 과학자 에츠허르 데이크스트라는 (경멸적으로) "요즘 TLA 없이는 존경할 만한 노력이 없다"고 썼다. 1992년에는 마이크로소프트 핸드북에 실렸다.

## 조합론
알파벳 26글자(A부터 Z까지, AAA, AAB, ...부터 ZZY, ZZZ)를 사용하여 만들 수 있는 세 글자 약어의 수는 26 × 26 × 26 = 17,576개이다. 0-9의 한 자리 숫자를 허용하면 2FA, P2P, 또는 WW2처럼 각 위치마다 26 × 26 × 10 = 6,760개가 추가되어 총 37,856개의 세 문자열이 생성된다 (= 17,576 + 3 × 6,760).
대문자 3개로 만들 수 있는 17,576개의 TLA 중에서 1,800만 개의 과학 논문 초록 데이터 세트에서 최소 94%가 한 번 이상 사용되었다. 세 글자 약어는 과학 연구 논문에서 가장 흔한 유형의 약어이며, 길이가 3인 약어가 길이가 2 또는 4인 약어보다 두 배 더 흔하다.
표준 영어에서 WWW는 발음하는 데 가장 많은 음절을 필요로 하는 TLA이다. 일반적으로 아홉 음절이다. TLA의 유용성은 일반적으로 그것이 나타내는 구보다 말하기가 더 빠르다는 데서 온다. 그러나 영어로 'WWW'를 말하는 것은 그것이 약어로 의미하는 구(World Wide Web)보다 세 배나 많은 음절을 필요로 한다. 'WWW'는 때때로 구어체에서 "dubdubdub"으로 축약된다.

## 같이 보기
- 두문자어
- 알파벳 기관
- ISO 4217 (통화 코드)
- 사진 약어 목록
- 컴퓨팅 및 IT 약어 목록
- 미국 내 세 글자 방송 호출 부호 목록
- 약어 목록
- IATA 공항 코드 목록
- Q 코드
- 재귀 약자
  - RAS 증후군